# Vreta klosters församling
Vreta klosters församling är en församling inom Svenska kyrkan i Linköpings stift. Den ingår i Vreta klosters pastorat och ligger i Linköpings kommun i Östergötlands län. 
Församlingen tillfördes 2006 och 2010 församlingar som tidigare ingått i pastoratet.

## Administrativ historik
Församlingen har medeltida ursprung ursprungligen med namnet Vreta församling som efterhand från 1600-talet ersattes med nuvarande. 1810 utbröts Stjärnorps församling.
Församlingen utgjorde till 1810 ett eget pastorat för att därefter till 1962 vara moderförsamling i pastoratet Vreta kloster och Stjärnorp. Från 1962 till 2006 var församlingen moderförsamling i Vreta kloster, Stjärnorp, Ljung och Flistad. Till församlingen tillfördes 2006 Ljungs församling och Flistads församling och pastoratet ombildades till Vreta kloster och Stjärnorp. 1 januari 2010 tillfördes Stjärnorps församling och Vreta kloster utgjorde därefter ett eget pastorat.
Pastoratet ingår sedan 1 januari 2017 i Östgötabygdens kontrakt efter att tidigare ha ingått i Domprosteriet och Stångå kontrakt.

## Kyrkor
- Vreta klosters kyrka
- Allhelgonakyrkan
- Ljungs kyrka
- Flistads kyrka
- Stjärnorps kyrka

## Kyrkoherdar
| Ämbetstid | Namn                             | Levnadstid | Övrigt                                |
| --------- | -------------------------------- | ---------- | ------------------------------------- |
| 1328–1346 | Petrus Hemmingsson               |            |                                       |
| 1351–1369 | Asgot i Wreta, Asgotus, Asgut    |            |                                       |
| 1405      | Laurens i Wretom                 |            |                                       |
| 1475      | Jonas                            |            |                                       |
| 1523      | Laurentius                       |            |                                       |
| 1529–1579 | Laurentius Ragvaldi              | 1493–1579  |                                       |
| 1580–1595 | Birgerus Petri Wadstenius        | 1520–1595  |                                       |
| 1595–1602 | Stephanus Haquini                | –1633      | Senare kyrkoherde i Torpa församling. |
| 1603–1605 | Jonas Kylander                   | 1566–1630  | Senare biskop i Linköpings stift.     |
| 1605–1650 | Nicolaus Palumbus                | 1568–1650  |                                       |
| 1650–1667 | Laurentius Palumbus              | 1615–1667  |                                       |
| 1669–1685 | Swen Sithelius                   | –1685      |                                       |
| 1686–1694 | Zacharias Reuserus               | 1634–1694  |                                       |
| 1696–1712 | Bothwid Gladhem                  | 1650–1712  |                                       |
| 1714–1721 | Arvid Borænius                   | 1657–1721  |                                       |
| 1721–1733 | Andreas Wibjörnson               | 1658–1733  |                                       |
| 1735–1743 | Anton Münchenberg                | 1680–1743  |                                       |
| 1744–1787 | Tiburtz Tiburtius                | 1706–1787  |                                       |
| 1788–1805 | Jacob Axelsson Lindblom          | 1746–1819  | Senare biskop i Linköpings stift.     |
| 1806–1808 | Magnus Lehnberg                  | 1758–1808  | Senare biskop i Linköpings stift.     |
| 1812–1822 | Carl von Rosenstein              | 1766–1836  | Senare biskop i Linköpings stift.     |
| 1822–1833 | Marcus Wallenberg                | 1774–1833  | Senare biskop i Linköpings stift.     |
| 1836–1860 | Johan Jacob Hedrén               | 1775–1861  | Senare biskop i Linköpings stift.     |
| 1862–1870 | Ebbe Gustaf Bring                | 1814–1884  | Senare biskop i Linköpings stift.     |
| 1870–1875 | Erik Peter Lodell                | 1811–1875  |                                       |
| 1876–1910 | Evald Henning Theodor Stenhammar | 1836–1910  |                                       |
| 1911–1923 | Gustaf Adolf Krantz              | 1861–1923  |                                       |
| 1924–1956 | Sixten Dahlquist                 | 1888–1977  |                                       |
| 1956–1974 | Gustaf Adolf Andræ               | 1908–1994  |                                       |
| 1974–1998 | Hans Göran Karlsson              | 1934–2007  |                                       |
| 1999–2008 | Per Edler                        | 1957       |                                       |
| 2009–2017 | Sverker Linge                    | 1952       |                                       |
| 2019-     | Emil Stenhammar                  | 1977       |                                       |

### Komministrar
| Ämbetstid | Namn                          | Levnadstid | Övrigt                                       |
| --------- | ----------------------------- | ---------- | -------------------------------------------- |
| 1573-     | Andreas Magni                 |            |                                              |
| 1577–1602 | Stephanus Haquini             | –1633      | Senare kyrkoherde i Torpa församling.        |
| 1602-1614 | Joannes                       | -1614      |                                              |
| 1616-     | Laurentius Petri              |            | Senare kyrkoherde i Ljungs församling.       |
| 1630      | Ericus Nicolai                |            | Senare kyrkoherde i Tåby församling.         |
| 1642–1656 | Petrus Johannis (Lincopensis) | –1674      | Senare kyrkoherde i Skeppsås församling.     |
| 1656–1670 | Nicolaus Haquini              | 1624–1699  | Senare kyrkoherde i Malexanders församling.  |
| 1670-1690 | Theseus Magni Rydelius        | 1636-1708  | Senare kyrkoherde i Väderstads församling.   |
| 1689–1693 | Nicolaus Zettrenius           | 1652–1709  | Senare kyrkoherde i Ljungs församling.       |
| 1695-1715 | Nicolaus Aqvilin              | 1667-1715  |                                              |
| 1715–1733 | Zacharias Reuserus            | 1687–1736  | Senare kyrkoherde i Hagebyhöga församling.   |
| 1733      | Andreas Wijbjörnson           |            | Senare kyrkoherde i Vånga församling.        |
| 1754-1766 | Joachim Balck                 | 1722-1766  |                                              |
| 1766      | Nils Johan Yckenberg          |            | Senare kyrkoherde i Rappestads församling.   |
| 1785-1819 | Nils Roswall                  | 1750-1819  |                                              |
| 1822–1829 | Olof Löwendal                 | 1774–1844  | Senare kyrkoherde i Tingstads församling.    |
| 1829–1845 | Carl Fredrik Flodman          | 1789–1865  | Senare kyrkoherde i Västra Hargs församling. |
| 1845-1868 | Aron Aronsson                 |            |                                              |
| 1869–1876 | Nils Gustaf Lidrén            | 1819–1897  | Senare kyrkoherde i Herrestads församling.   |
| 1877      | Erik Oskar Boman              |            | Utnämnd 1877.                                |
| 1879–1885 | Herman Brilioth               | 1847–1921  | Senare kyrkoherde i Västra Eds församling.   |
| 1887      | Oskar Wågman                  |            | Senare kyrkoherde i Asby församling.         |
| 1897-1912 | Gustaf Adolf Krantz           |            | Senare kyrkoherde i församlingen.            |

### Huspredikanter på Stjärnorp
| Ämbetstid | Namn                   | Levnadstid | Övrigt |
| --------- | ---------------------- | ---------- | ------ |
| 1721      | Olof Wikmark           |            |        |
| 1726–1731 | Johan Yhman            | 1701–1739  |        |
| 1733      | Petrus Nygren          |            |        |
| 1739-1744 | Jonas Zetterling       | 1711-1744  |        |
| 1745      | Lars Wilhelm Flodin    |            |        |
| 1749      | Joachim Balck          |            |        |
| 1751      | Bengt Torenstedt       |            |        |
| 1756      | Pehr Enblom            |            |        |
| 1761      | Johannes Grevillius    |            |        |
| 1764-1769 | Magnus Sommelius       | 1725-1769  |        |
| 1771-1773 | Petrus Knoop           | 1742-1809  |        |
| 1773      | Samuel Wigius          |            |        |
| 1777      | Anders Berzelius       |            |        |
| 1789      | Carl Peter Aschan      |            |        |
| 1797      | Carl Korsfeldt         |            |        |
| 1799      | Eric Ullvin            |            |        |
| 1805      | Fredric Lorentz Egnell |            |        |
| 1807      | Johan Peter Novander   |            |        |
| 1808-1811 | Nils Peter Ljungholm   | 1783-1862  |        |

## Klockare och organister[8]
| Ämbetstid  | Namn                   | Levnadstid | Övrigt                 |
| ---------- | ---------------------- | ---------- | ---------------------- |
|            | Nils Persson           | –1668      |                        |
|            | Lars Carlsson          |            | Organist.              |
| 1700-talet | Johan Hansson          |            | Organist.              |
|            | Håkan Eriksson         | –1717      | Organist.              |
| 1720       | Nils                   |            | Klockare               |
| 1715–1750  | Jonas Larsson Lindberg | 1685–1750  | Klockare.              |
| 1751–1767  | Peter Lommarin         | 1722–1767  | Klockare.              |
| 1729–1763  | Petter Wålström        | 1702–1770  | Organist.              |
| 1764–1803  | Peter Bergstrand       | 1732–1803  | Organist och klockare. |
| 1803–1844  | Carl Bergstrand        | 1771–1844  | Organist och klockare. |
| 1845–1866  | Bror Oskar Nylander    | 1816–1866  | Organist och klockare. |
| 1867–1892  | Anders Johan Johansson | 1834–1902  | Organist och klockare. |
|            | Hjalmar Levin          | 1867–      | Organist och klockare. |
| 1909–1940  | Edward Håkansson       | –1948      | Organist och klockare. |
|            | Hans Larsson           | –1948      | Organist och klockare. |
| –1962      | Erik Rosell            | 1910–      | Organist och klockare. |

### Fotnoter
1. ↑  Nationell Arkivdatabas Referenskod: SE/058019000, läst: 5 augusti 2018.[källa från Wikidata]
2. 1 2  Medlemmar i Svenska kyrkan i förhållande till folkmängd den 31.12.2019 per församling, kommun och län samt riket, Svenska kyrkan, läs online.[källa från Wikidata]
3. ↑  ”Förteckning (Sveriges församlingar genom tiderna)”. Skatteverket. 1989. http://www.skatteverket.se/privat/folkbokforing/omfolkbokforing/folkbokforingigaridag/sverigesforsamlingargenomtiderna/forteckning.4.18e1b10334ebe8bc80003999.html. Läst 17 december 2013.
4. ↑  ”Församlingar”. Statistiska centralbyrån. https://www.scb.se/hitta-statistik/regional-statistik-och-kartor/regionala-indelningar/forsamlingar/. Läst 30 december 2022.
5. ↑  Indelningsändringar på grund av beslut inkomna under andra halvåret 2007, SCB 2007-12-18
6. 1 2 3  Meurling, Erik; Johan Alfred Westerlund, Johan Axel Setterdahl (1916-1917). Linköpings stifts herdaminne. 2. Linköping: Östgöta Correspondentens Boktryckeri AB. sid. 120-142. Libris 41148
7. ↑  Libris, Kungliga biblioteket (författarinformation)
8. ↑  Göransson, Nils (1993). Klockare och organister i Linköpings stift I. Stålgården förlag. Libris 1814727. ISBN 91-87362082